# ساعات شیرین
ساعات شیرین (انگلیسی: Sweet Hours) یک فیلم اسپانیایی‌زبان به کارگردانی کارلوس سائورا محصول سال ۱۹۸۲ است.